# Teatro Nelson Rodrigues
Teatro Nelson Rodrigues é um teatro da cidade de Guarulhos, projetado pelo arquiteto Ramos de Azevedo. O teatro foi construído na antiga sede da Fazenda de Francisco de Vasconcelos Galvão, que deu origem ao bairro de Vila Galvão. Foi transformada em teatro nos anos 1980.
O teatro também é fundamental pela realização da cultura de Guarulhos, trazendo lazer para a população em geral, sendo acessível para todas as idades, com peças de teatro interativas para o público e muitos outros acontecimentos culturais.